# Geocoris barberi
Geocoris barberi är en insektsart som beskrevs av Readio och Robert Sweet 1982. Geocoris barberi ingår i släktet Geocoris och familjen Geocoridae. Inga underarter finns listade i Catalogue of Life.